# Guarianthe bowringiana
Guarianthe bowringiana (в русскоязычной литературе может упоминаться под устаревшим названием Каттлея Боуринга) — многолетнее травянистое растение семейства Орхидные.
Вид популярен в комнатном и оранжерейном цветоводстве, широко представлен в ботанических садах.

## Этимологияи история описания
Английское название — Bowring’s Cattleya.
В октябре 1885 г. была впервые представлена на выставке в Лондоне Джеймсом Вейчем. Каттлея получила высочайшую награду — Сертификат 1-го класса (First Class Certificate) Королевского садоводческого общества. Изначально описывая растение, Вейч назвал его Cattleya autumnalis, однако позже присвоил каттлее имя одного из лучших покупателей своих растений — коллекционера Сэра Джона С. Боуринга (John C. Bowring), старшего сына посла королевы Виктории в Китае. Первое описание каттлеи, составленное О’Брайен, Джеймс|Джеймсом О’Брайеном, появилось в «The Gardeners' Chronicle» 28 ноября в 1885 году (стр. 683). Однако описание Вейча считается более полным и используется до сих пор.

## Ареал, экологические особенности
Белиз и Гватемала.
Литофит на высотах от 210 до 900 метров над уровнем моря в местах с быстро движущимися потоками влажного воздуха.
Так же найдена растущей как наземное растение на кварцевом песке возле ручьев, и как эпифит на больших тропических деревьях. Растения растут на высотах от нескольких метров, до 1067 метров над уровнем моря.
Guarianthe bowringiana входит в Приложение II Конвенции CITES.

## Биологическое описание
Симподиальные растения от относительно средних до крупных размеров.
Псевдобульбы булавовидные, 25—76 см в высоту. В основании утолщённые.
Листья располагаются на верхушке псевдобульбы в количестве 2—3, продолговато-эллиптические, узкие, тёмно-зелёные.
Цветоносы до 25 см длиной, кистеобразные, несут 5—25 цветков.
Цветки розово-лавандовые, губа более тёмная. Существуют клоны с тёмными фиолетовыми цветками, несколько клонов с синими цветками и большое разнообразие форм от светло-лавандового до почти белого цвета.
У типичной Gur. bowringiana диаметр цветков около 5 см, у формы Splendens больше 7 см в поперечнике, округлого, а не звездообразного очертания, со слегка перекрывающимися лепестками. Цветки Splendens использовались на срезку для украшения женских платьев в 1930—1940 годы. Поскольку они давали большое количество цветов на одном цветоносе, то были очень выгодными в коммерческом плане.

## В культуре
Температурная группа — от умеренной до тёплой.
Из-за своей способности расти в настолько разных условиях, Gur. bowringiana всегда была одной из самых популярных в культуре видовых каттлей.
Gur. bowringiana светолюбивый вид (от 2000 до 5000 FC или больше) требующий хорошего полива в период активного роста. Зимой субстрат между поливами должен полностью просыхать. Объем горшка берут в расчете на годовой прирост, вместо двухлетнего. Относительная влажность воздуха более 50 %.
Пересадка осуществляется, когда новые корни только начинают расти из утолщений у оснований побегов. При пересадке нижняя часть псевдобульб должна располагаться на одном уровне с поверхностью субстрата.
В США у Gur. bowringiana новые побеги появляются в конце мая или в июне и оканчивают своё развитие к концу лета. Растение цветет без периода покоя, во второй половине сентября и в октябре. Количество цветов на цветоносе зависит от общего размера куста и размеров псевдобульб. На крупных псевдобульбах цветки более яркой окраски и дольше не опадают. Продолжительность цветения от 2 с половиной до 3 недель.